# Skrzyptowo
Skrzyptowo – osada leśna w Polsce położona w województwie wielkopolskim, w powiecie rawickim, w gminie Pakosław.
W latach 1975–1998 miejscowość administracyjnie należała do województwa leszczyńskiego.